# تپه بند گدیهی
تپه بند گدیهی مربوط به سده‌های اولیه دوران‌های تاریخی پس از اسلام است و در شهرستان هوراند، دهستان دودانگه، روستای اینجار واقع شده و این اثر در تاریخ ۱۵ دی ۱۳۸۷ با شمارهٔ ثبت ۲۳۹۵۱ به‌عنوان یکی از آثار ملی ایران به ثبت رسیده است.